# Élections générales de 2014 dans la république populaire de Lougansk
Pour un article plus général, voir Élections générales de 2014 dans le Donbass.
Des élections générales ont lieu à Louhansk le 2 novembre 2014. Elles sont organisées par la république populaire de Lougansk autoproclamée par les pro-russes.
Il s'agit d'élire les 50 membres du Conseil populaire, ainsi que le président de la République.